# NST みんなのニュース
『NSTみんなのニュース』（エヌエスティー みんなのニュース）は、2015年3月30日から2018年4月1日まで新潟総合テレビで放送したローカル番組。ハイビジョン制作。

## 番組概要
キー局・フジテレビが『（FNN）みんなのニュース』をスタートさせることに伴い、『NSTスーパーニュース』の後継番組として放送開始。

## 放送時間
- 平日（月曜 - 金曜） - 16:50～19:00
- 土曜・日曜 - 17:30～18:00

## キャスター
平日版
- 杉本一機（報道部記者）
- 松尾和泉（月 - 水曜キャスター）
- 杉山萌奈（木・金曜キャスター）
- 清水祥太（気象予報士）
- 真保恵理（月曜スポーツキャスター）

## 過去の担当者
- 水谷悠莉
- 宮崎由衣子（気象予報士）
- 堀井七絵（月曜スポーツキャスター）

## NST歴代の夕方ニュース
| 期間      | 期間      | 平日                          | 週末                         |
| --------- | --------- | ----------------------------- | ---------------------------- |
| 1981.4.1  | 1984.1.15 | NSTワイド630                  | FNNニュースレポート5:30      |
| 1984.1.16 | 1984.9.30 | NSTワイド630                  | NSTニュースコーナー          |
| 1984.10.1 | 1990.9.30 | NSTワイド6:00                 | NSTニュースコーナー          |
| 1990.10.1 | 1997.3.30 | NSTスーパータイム             | NSTニュースコーナー          |
| 1997.3.31 | 1998.3.29 | NSTニュース555 ザ・ヒューマン | NSTニュースコーナー          |
| 1998.3.30 | 2001.9.30 | NSTスーパーニュース           | NSTニュースコーナー          |
| 2001.10.1 | 2015.3.29 | NSTスーパーニュース           | NSTスーパーニュースWEEKEND   |
| 2015.3.30 | 2018.4.1  | NST みんなのニュース          | NST みんなのニュース Weekend |
| 2018.4.2  | 2019.3.31 | NST プライムニュース          | NST プライムニュース         |
| 2019.4.1  | 2020.3.29 | NST Live News it!             | NST Live News it!            |
| 2020.3.30 | 現在      | NST Newsタッチ                | NST Live News it!            |